# Kaliumfluorid
Kaliumfluorid ist eine chemische Verbindung aus der Gruppe der Fluoride.

## Vorkommen
Kaliumfluorid kommt natürlich in Form des seltenen Minerals Carobbiit vor.

## Eigenschaften
Kaliumfluorid ist ein weißes, hygroskopisches Pulver das normalerweise als Dihydrat vorkommt. Das Dihydrat schmilzt bereits bei 46 °C im eigenen Kristallwasser. Wässrige Kaliumfluorid-Lösungen reagieren infolge der Hydrolyse schwach basisch. Bei 20 °C (Normaltemperatur) lösen sich 485 g Kaliumfluorid in einem Liter Wasser.
Die Standardbildungsenthalpie von Kaliumfluorid beträgt ΔHf0 = −569 kJ/mol.

## Synthese
Kaliumfluorid kann durch Neutralisation von Fluorwasserstoffsäure mit Kaliumcarbonat oder Kaliumhydroxid hergestellt werden. Aus Lösungen mit überschüssiger Flusssäure kristallisiert saures Kaliumhydrogendifluorid (KHF2), welches durch Erhitzen in Kaliumfluorid (KF) überführt werden kann.
{\displaystyle \mathrm {KHF_{2}\longrightarrow KF+HF} }

## Verwendung
Kaliumfluorid wird in der Email-Herstellung zur Herstellung von Glasuren, als Zementzusatz, als oxidlösende Komponente von Aluminiumschweißpulvern, als Holzkonservierungsmittel und zum Glasätzen verwendet. Ebenso ist es in Artikeln zur Mundhygiene (Zahnpasta, Mundwasser o. ä., Bezeichnung POTASSIUM FLUORIDE (INCI)) und als namensgebender Zusatzstoff in fluoridiertem Speisesalz zu finden.
In der organischen Chemie wird Kaliumfluorid verwendet, um chlororganische Verbindungen in Fluorkohlenwasserstoffe umzuwandeln.